# Zagvozd
Zagvozd je obec v Chorvatsku, součást stejnojmenné občiny ve Splitsko-dalmatské župě v jižní části Imotske krajiny. V roce 2011 žilo v obci Zagvozd 763 obyvatel v 272 domácnostech, což je pokles oproti roku 2001, kdy zde žilo 965 obyvatel. Zagvozd je známý díky turisty hojně využívanému sjezdu z dálnice A1 a tunelu Sveti Ilija, který spojuje dalmatské vnitrozemí za pohořím Biokovo s Makarskou riviérou. Zagvozd se nachází asi 12 km od Bašky Vody a 18 km od Makarske.
Přes Zagvozd vedou kromě dálnice i dvě státní silnice: D62 (Šestanovac - Zagvozd - Vrgorac - Kula Norinska - Metković) a D76 (Baško Polje - Zagvozd - Grubine - Imotski - hraniční přechod Vinjani Gornji).
Osady, které jsou součástí obce Zagvozd, a počet obyvatel v nich v roce 2016: Svaguše 23, Pićolci 3, Šušići 9, Stapići 10, Piplice 7, Tomičići 84, Kurtovići 25, Mlikote 54, Gaće 35, Gornji Buljubašići 5, Prodani 14, Pruže 4, Gornji Čaglji 56, Drlje 15, Pirići 4, Brzice 3, Donji Buljubašići 20, Bunje 92, Katušići - Brnasi 18, Bartulovići 30, Mucići 15, Milići 4, Radići 5, Sudišće 3, Alagići 6, Mušure 37, Rako 28, Butiga (centrum Zagvozdu) 189

## Poloha
Zagvozd se nachází v hornaté části Dalmatského Záhoří za pohořím Biokovo. Obec Zagvozd sousedí s obcemi Krstatice, Župa, Veliko Brdo, Bast, Grabovac a Medovdolac. Rozloha obce Zagvozd je 46,7 km2, z toho 20 km2 v Přírodním parku Biokovo. Nejvýše položeným bodem je vrch Sveti Jure 1763 m nad mořem a nejnižším bodem údolí Liskovec 325 m nad mořem.
Nejbližší letiště je vzdáleno 96 km (letiště Split) a do splitského přístavu je to 69 km. Ve Splitu se nalézá i nejbližší vlakové nádraží.

## Podnebí
V občině Zagvozd převládá submediteránské a kontinentání podnebí. Na severní straně pohoří Biokovo padá první sníh už začátkem listopadu, někdy i dříve, a jeho zbytky se mnohdy mohou vidět až do konce května. Pro Zagvozd jsou charakteristická dlouhá, horká a suchá léta a ostré a studené zimy. Oblast Zagvozdu nezřídka postihují velká sucha a mráz. Často zde fouká vítr zvaný bóra.
Od roku 2004 do roku 2014 byla podle záznamů nejbližší meteorologické stanice, která se nalézá v Imotskem, průměrná roční teplota v této oblasti 14,3 °C. Nejchladnějším měsícem byl únor s průměrnou teplotou 5,4 °C a nejteplejší srpen s průměrnou teplotou 24,4 °C. V analyzovaném období byla naměřena nejvyšší teplota 39,8 °C v srpnu roku 2013 a nejnižší naměřená teplota byla -10 °C v prosinci 2009. Roční úhrn srážek se pohyboval od 790,6 mm do 1968,7 mm. Největší denní úhrn srážek byl naměřen v květnu 2009, 163 mm. Nejvíc deštivých dnů bylo v roce 2014 (163) a nejméně v roce 2012 (94) . Nejvíc dnů se sněhem bylo v roce 2012 (19), zatímco v roce 2013 nebyl den se sněhem ani jeden.

## Historie
Chorvatský název Zagvozd (Sagosde) poprvé nalézáme v psaném dokumentu z roku 1412 - ve smlouvě splitského notáře Jakova de Penna. Název Zagvozd vznikl z předložky za a starého chorvatského slova gvozd (hora, pohoří, les), takže byl pojmenován podle své polohy za pohořím Biokovo.
V Zagvozdu se nacházejí pozůstatky několika mohyl z období eneolitu, doby bronzové a železné. Ve starověku byl Zagvozd obýván ilyrským kmenem Delmatů, kteří se zabývali především zemědělstvím a chovem dobytka. V Rastovci byly před druhou světovou válkou nalezeny dvě přilby řecko-ilyrského typu, ojedinělé nejsou nálezy zbytků keramiky a lidských kostí. Na počátku našeho letopočtu území ovládali Římané.
V 10. století patřila oblast Zagvozdu pod starochorvatskou farnost Imota a až do začátku 12. století byla součástí samostatného Chorvatského království (to pak bylo od roku 1102 připojeno k Zemím koruny svatoštěpánské a vznikla tak unie Uherska a Chorvatského království).
Koncem 14. století se oblast Zagvozdu stává součástí bosenského království (z tohoto období pocházejí stećky - středověké náhrobní kameny rozeseté na mnoha místech po celém Zagvozdu a jeho okolí). Během 15. století však moc bosenského království oslabovala a kolem roku 1500 již bylo celé okolí Zagvozdu pod nadvládou Osmanské říše. V historických spisech z roku 1715 je Zagvozd popisován jako jediné místo v Osmanské říši, které má tři kostely.
Teprve během 8. benátsko-turecké války se v roce 1717 Benátčanům podařilo získat Imotskou krajinu, a tak se i Zagvozd dostal pod správu Benátské republiky.
V květnu 1797 však Benátská republika zanikla, když Benátky obsadil Napoleon Bonaparte. Mír v Campo Formio poté předal většinu dosavadního benátského území pod svrchovanost rakouských Habsburků, mezi tato území patřil i Zagvozd.
Po bitvě u Slavkova v roce 1805 a uzavření Prešpurského míru se Rakousko muselo vzdát některých svých území, mezi nimiž byla i Dalmácie, a tak se i Zagvozd stal součástí Napoleonova nového Italského království. Nevýznamnější památkou na území Zagvozdu z této doby je Napoleonova cesta, kterou začali Francouzi stavět v roce 1807. Stavbu vedli francouzští a italští inženýři, cestu však nebudovali francouzští dělníci a vojáci, nýbrž místní lid za vodu a chleba. Na Biokovu tehdy bylo pokáceno na 80 000 stromů, které byly využity při výstavbě cesty a objektů kolem ní. V dnešní době se Napoleonova cesta z velké části překrývá se státní silnicí D62. Na skále u cesty mezi Zagvozdem a Župou (lokalita Turija) je vytesaný nápis na počest Napoleona a stavitelů cesty.
Na Vídeňském kongresu v roce 1814 je Dalmácie připojena zpět k Rakousku. Rakušané zlepšili úroveň školství, poštu i infrastrukturu, ale život byl ve zdejších krajích i nadále velmi těžký. Hlavním zdrojem obživy bylo zemědělství a dobytek. V roce 1817 byla oblast zasažena velkým hladomorem, další hladomor následoval v roce 1847. Kolem roku 1825 se v Zagvozdu začaly pěstovat brambory a v roce 1884 ministerstvo ve Vídni povoluje i pěstování tabáku. Od poloviny 19. století je v Zagvozdu škola.
V roce 1875 navštívil Zagvozd císař František Josef I. při své oficiální cestě po Dalmácii. Císař do Zagvozdu přijel z Imotskeho ráno 26. dubna 1875 a téhož dne jeho cesta pokračovala do Vrgorce. V Zagvozdu pro něj bylo připraveno slavnostní uvítání. Jménem obyvatelstva ho pozdravili farář Mate Aljinović a glavar (hlava obce) Toma Čagalj. V letech 1887, 1890 a 1899 byl Zagvozd postihnut silnými zemětřeseními. V druhé polovině 19. století Rakušané začali obnovovat silniční síť. Obnovili starou římskou cestu a postavili novou silnici Zagvozd - Grubine. V roce 1873 byl otevřen poštovní úřad.
Koncem 19. století a začátkem 20. století proběhla vlna emigrace - několik desítek obyvatel Zagvozdu mířilo do Argentiny a menší část do severní Ameriky. V roce 1967 byla vyasfaltována Napoleonova cesta.

## Památky a zajímavosti
- V Zagvozdu se nalézá několik stećků - středověkých náhrobních kamenů. Nejznámějším z nich je Vukov greb, který stojí vpravo u silnice při vjezdu do obce ze směru Grabovce v lokalitě Golubinčina. Zdoben je motivem spirál a výjevy z lovu: je na něm znázorněn lovec s mečem, dva jeleni a jezdec s mečem na koni. V šedesátých a sedmdesátých letech 20. století byl tento stećak vystavován v muzeích v Paříži, Sarajevu a Budapešti. Dalším známým stećkem je Zaranč ploća. Nalézá se na malé vyvýšenině vlevo od cesty, 500 metrů východně od dubu nazývaného "Stapin dub". Má tvar desky dlouhé 2,5 m a široké 2,1 m. V rozích se umístěny rozety, dále je zdoben motivem kříže, měsíce, hvězd, ruky s mečem a jelena, viditelný je i vytesaný letopočet 1645.
- Farní kostel Panny Marie Karmelské (crkva Gospe od Karmela), vybudovaný v letech 1962 -1963 podle návrhu Ante Barače, je trojlodní halový kostel o rozměrech 24 x 12 m. Na zdi za oltářem se nachází velká keramická kompozice splitského umělce Dušana Stanojeviće, znázorňuje Pannu Marii Karmelskou obklopenou chorvatskými světci a blahoslavenými. Okna kostela jsou zdobená vitrážemi splitských umělců Miroslava Klariće, Nikole Džaje a Josipa Bosniće. Na chóru se nalézají varhany vyrobené v dílně Antona Škrabla v Rogaške Slatině. V roce 2000 věnoval kostelu tři obrazy místní umělec Mate Maks Mlikota, tyto obrazy visí nad hlavním vchodem. Od roku 2015 je na průčelí kostela mozaika z muránského skla s výjevem Panny Marie, dílo splitského akademického malíře Hrvoje Marka Peruzoviće.
- V bezprostřední blízkosti farního kostela stojí kostel Všech Svatých (crkva Svih Svetih) z roku 1636, jeho rozměry jsou 8 x 5,3 m. Zvonice má jeden zvon. V okolí kostela se nalézají stećky, což je důkazem, že se zde bylo středověké pohřebiště. Kolem kostela Všech Svatých se nacházel starý hřbitov, na kterém se pochovávalo až do roku 1829.
- Na místním hřbitově se nachází kostel Nanebevzetí Panny Marie (crkva Uznesenja Blažene Djevice Marije/Velike Gospe) postavený kolem roku 1620, který je nejstarším kostelem v Zagvozdu a zároveň prvním zagvozdským farním kostelem. Jedná se o jednolodní stavbu s apsidou, dlouhá je 18,2 m a široká 6,8 m. Nad průčelím je zvonice se třemi zvony. V kostele jsou dvě hrobky a dva dřevěné oltáře, které jsou zapsány na seznamu movitých kulturních památek .
- Obyvatelé osady Rako v roce 1989 postavili kostel Srdce Panny Marie (crkva Srca Marijina).
- Na kopci Orljača se nalézá kaple Sv. Michala (kapela Svetog Mihovila). Má rozměry 4 x 3 metry a vybudována byla v roce 1899 obyvateli osad Tomičići, Kurtovići, Piplice a Buljubašići.
- Kaple svatého Eliáše (kapela Svetog Ilije) na Biokovu ve výšce 1642 metrů nad mořem. Na jejím místě se nacházela stará kaple, z níž se před obnovou zachovaly pouze části zdiva. Byla obnovena v roce 2000 společnými silami obyvatel Zagvozda a Rastovce za pomoci helikoptéry chorvatské armády. Má nepravidelný půdorys, stejný jako původní kaple.
- Kaplička sv. Mikuláše (kapelica Svetog Nikole) v samém středu Zagvozdu (lokalita Butiga.
- Kaplička Nanebevzetí Panny Marie (kapelica Velike Gospe) u Stapina dubu.
- Kaplička Svaté rodiny (kapelica Sv. Obitelji) v lokalitě Sudišće.
- Kaplička Panny Marie Sinjské (kapelica Gospe Sinjske) v osadě Mušure.
- Kaplička Panny Marie (Gospina kapelica) na rozcestí do osady Kurtoviće.
- Křížová cesta vede z Rastovce do Zagvozdu, byla vytvořena v roce 1997 podle návrhu Ivana Maduniće.
- Stará fara nacházející se poblíž hřbitova a kostela Nanebevzetí Panny Marie. Jedná se o zbytky unikátních staveb a jejich základů ze 17.- 18. století majících status kulturní památky. Hlavní budova se skládá ze sklepa a přízemí, které obýval farář. V její blízkosti je několik dalších budov, chlév a nádrž na vodu a zemědělská půda na kamenných terasách ohrazených suchou zdí. Stará fara byla obývána do začátku 20. století. Nová fara stojí v blízkosti kostela Panny Marie Karmelské a byla dokončena v roce 1913. Během 2. světové války byla vypálena a byla tak zničena velká část farního archivu. Po válce byla nová fara obnovena.
- Etnografická sbírka farního úřadu je na seznamu chráněných movitých kulturních památek a obsahuje 73 etnografických a 18 sakrálních předmětů. Nejhojněji je ve sbírce zastoupena keramika vyrobená v Zagvozdu a okolí (hrnce na vaření na ohništi a hliněné džbány na uchováváni potravin a vody), dále dřevěný nábytek a nádobí, kovové hrnce a pánve a také předměty využívané v tradičním hospodářství jako jsou předměty sloužící k výrobě másla, zpracování vlny nebo obhospodařování půdy. Předměty, které jsou součástí sbírky byly používány koncem 19. a začátkem 20. století. Mezi sakrálními předměty je možné spatřit osm ornátů, mešní plášť, kazatelna, socha sv. Antonína z Padovy, kadidelnice, kříž a kropenky.

## Turistika
Severní strana pohoří Biokovo oplývá přírodními bohatstvími a pro návstěvníky jsou k dispozici značené turistické a naučné stezky. Ze Zagvozdu je možné osobním autem dojet po polní cestě do lokality Kaoci, která se nachází ve výšce 1000 metrů nad mořem.

## Osobnosti
- Vedran Mlikota (*1969), herec
- Joško Čagalj Jole (*1972), zpěvák

## Kultura
- Divadelní festival Glumci u Zagvozdu (Herci v Zagvozdu) - koná se každoročně během července a srpna, založen byl v roce 1998. Divadelní představení a koncerty se konají na Náměstí herců (Trg glumaca), které získalo svůj název právě podle této kulturní manifestace. Každoročně festival navštíví zhruba 10 000 diváků.
- Rybářská noc se od roku 2000 koná každoročně v lokalitě Bunje. Pro 2500 návštěvníků bývá připraveno 1000 kg ryb, 500 l domácího vína, 5000 litrů vína a 1000 litrů nealkoholických nápojů, jejichž konzumace je zdarma.
- Den občiny Zagvozd se koná 16. července na svátek Panny Marie Karmelské
- Etno Eko Zagvozd - trh s domácími výrobky organizovaný občinou Zagvozd a Parkem přírody Biokovo. Trh se koná v červenci a bývá zajištěna doprava zdarma z Makarské a zpět.